# Д-р Стрейнджлав или как престанах да се страхувам и обикнах атомната бомба
„Д-р Стрейнджлав или как престанах да се страхувам и обикнах атомната бомба“ (на английски: Dr. Strangelove or: How I Learned to Stop Worrying and Love the Bomb), често наричан със съкратеното „Д-р Стрейнджлав“ е британско-американски пълнометражен игрален филм от 1964 г., режисиран и продуциран от Стенли Кубрик. Сценарият, дело на Питър Джордж, Тери Садърн и Кубрик, е базиран частично на военния трилър роман на Джордж Червена тревога. Актьорският екип в лентата включва Питър Селърс (превъплъщаващ се в три роли), Джордж Скот и Стърлинг Хейдън.
Д-р Стрейнджлав е сатира на студената война и доктрината за взаимно осигурено унищожение. Историята се отнася до психически нестабилен генерал от военновъздушните сили на САЩ, който нарежда изпреварващ ядрен удар срещу Съветския съюз. Научавайки за това, президентът на Съединените щати, неговите съветници, ръководителите на съвместния генерален щаб и един офицер от кралските военновъздушни сили (RAF) се опитват да върнат бомбардировачите и да предотвратят ядрен апокалипсис, докато екипажът на един Б-52 прави всичко възможно да пусне бомбите по зададените цели.
Произведението е сред основните заглавия на 37-ата церемония по връчване на наградите Оскар, където е номинирано за отличието в 4 основни категории, включително за най-добър филм. На наградите БАФТА, Д-р Стрейнджлав печели приза за най-добрия британски филм на годината. Произведението е широко възприемано като класика и въобще като върхово постижение в кино-изкуството. Великолепното изпълнение на Питър Селърс получава възторжени акламации от публиката и критиката.
През 1989 г. Библиотеката на Конгреса на Съединените щати определя филма за „културно значим“ и той е избран за съхранение в Националния филмов регистър. Авторитетното списание Empire включва произведението сред първите 50 в списъка си „500 най-велики филма за всички времена“.

## Сюжет
Внимание:  Текстът по-долу разкрива сюжета на произведението (или части от него)!
Генерал Джак Рипър неочаквано заповядва на патрулиращи самолети „Б-52“ да хвърлят ядрения си товар над Съветския съюз. Само той знае тайния код, чрез който бомбардировачите могат да прекратят атаката. Президентът на САЩ свиква генералния щаб на Пентагона, който го съветва да предупреди Съветския съюз за предстоящото нападение, след което заповядва да да бъде превзета базата на Рипър. Генерал Търджидсън настоява да продължат атаката, като впрегнат цялата бомбардировачна авиация към СССР, понеже вече е късно да спрат самолетите. Президентът отказва категорично.
Бомбардировачите вече са над Мурманск и Архангелск и до фаталния край оставят няколко минути. В последния момент капитан Мандрейк разкрива кода и самолетите са изтеглени. Но един от тях, с повредена радиостанция, продължава. Негов пилот е майор Т. Дж. „Кинг Конг“ стига до успешно изпълнение на възложената му задача. Атомната бомба е хвърлена. Автоматично влиза в действие съветското противооръжие, което също не може да бъде спряно. Д-р Стрейнджлав предлага да се подберат хиляда души, с преобладаващо женско присъствие, които да бъдат спуснати в подземни скривалища, далеч от атомната радиация. След сто години, изпълнени с разврат в бункерите, те ще създадат ново поколение на Земята.
Филмът завършва с монтаж от кадри на атомна гъба, която затъмнява света под съпровода на песента „Ние ще се срещнем отново“.

## В ролите
| Актьор            | Роля |
| ----------------- | --- |
| Питър Селърс      | 1. Капитан Лайънъл Мандрейк, британски офицер 2. Президентът на САЩ 3. Д-р Стрейнджлав, експерт по атомните оръжия, бивш нацист |
| Джордж Скот       | генерал Бък Търгидсън |
| Стърлинг Хейдън   | бригаден генерал Джак Рипър, ултранационалист страдащ от параноя                                                                |
| Слим Пикенс       | майор Т.Дж. Конг, командир на бомбардировач В-52                                                                                |
| Кийнън Уин        | полковник Бат Гуано |
| Питър Бул         | Алексей Садески, посланик на СССР                                                                                               |
| Джеймс Ърл Джоунс | лейтенант Лотар Зог, член на екипажа на бомбардировач В-52                                                                      |
| Трейси Рийд       | Мис Скот, секретарка и любовница на генерал Търгидсън                                                                           |
| Шейн Римър        | капитан Оуенс, пилот на бомбардировач В-52                                                                                      |